# Taiyo no uta
Taiyo no uta (En - Song to the sun, Pt - Canção ao sol) também conhecido como Midnight Sun (Sol da meia noite), é um filme japonês baseado no mangá de Kenji Bandou com o mesmo nome. Este filme conta com a presença da conhecida cantora Yui que intrepreta o papel de Kaoru Amane e Takashi Tsukamoto como Kouji Fujishiro. Do mesmo manga existe também a adaptação para série com o drama de 10 episódios Taiyo no Uta protagonizado por Erika Sawajiri com o papel de Kaoru Amane e Takayuki Yamada como Kouji Fujishiro.

## Síntese
Kaoru Amane é uma garota de 19 anos que sofre de uma rara doença incurável chamada XP (xeroderma pigmentosum), e que por isso não pode sair de casa durante o dia. O seu sonho é tornar-se uma cantora famosa e espalhar pelo mundo as suas músicas. Todas as noites ela toca em frente à estação na sua viola as músicas que compõe. Kouji é um surfista que adora o sol e a praia. Kaoru vê-o sempre da sua janela quando ele se dirige para a praia antes do sol nascer. Surge um amor puro e simples entre o rapaz que ama o sol e a jovem que só pode viver com a lua.

## Elenco
- Yui - Kaoru Amane
- Takashi Tsukamoto - Koji Fujishiro
- Kuniko Asagi - Yuki Amane (mãe da Kaoru)
- Gorô Kishitani - Ken Amane (pai da Kaoru)
- Airi Tôriyama - Misaki Matsumae (melhor amiga da Kaoru)
- Jun Kaname - Kudou Youhei
- Sôgen Tanaka - Haruo Kato

## Música
- Música principal: Good-bye Days da Yui
  - Skyline da Yui
  - It's happy line da Yui

## Adaptações

### Drama televisivo
Em 2006, uma adaptação do drama televisivo de mesmo nome foi ao ar na TBS, estrelando Erika Sawajiri e Takayuki Yamada. A música-tema, "Taiyō no Uta", foi interpretada por Sawajiri e lançada sob o nome de Kaoru Amane como um tie-in, o que também ajudou a lançar sua carreira solo de cantora.